# Welsh Premier League (2014/2015)
Welsh Premier League 2014/2015 (znana jako  Corbett Sports Welsh Premier League ze względów sponsorskich) był 23. sezonem najwyższej klasy rozgrywkowej w Walii.
Sezon został otwarty 22 sierpnia 2014, a zakończył się 17 maja 2015 finałem baraży o miejsce w eliminacjach do Ligi Europy UEFA.
Mistrzem po raz dziewiąty, a czwarty z rzędu został zespół The New Saints.

## Format rozgrywek
Rozgrywki składały się z trzech faz. W pierwszej fazie drużyny grały ze sobą dwukrotnie, raz u siebie i raz na wyjeździe.
W drugiej fazie Welsh Premier League podzieliła się na dwie konferencje, sześć najlepszych drużyn stworzyło Championship Conference, pozostałe PlayOff Conference.
W ramach tych grup kluby ponownie zmierzyły się ze sobą dwukrotnie.
Wszystkie punkty zebrane przez zespoły w pierwszej fazie zostały przeniesione do drugiej fazy.
Drużyna, która zajęła pierwsze miejsce w Championship Conference została ogłoszona mistrzem Welsh Premier League i zakwalifikowała się do pierwszej rundy kwalifikacyjnej Ligi Mistrzów UEFA w następnym sezonie.
Drużyna, która zajęła drugie miejsce w Championship Conference, automatycznie kwalifikowała się do pierwszej rundy kwalifikacyjnej Ligi Europejskiej UEFA,
Cztery drużyny, które zajęły miejsca między trzecim a szóstym w Championship Conference, oraz drużyna z siódmego miejsca z PlayOff Conference wzięły udział w trzeciej fazie sezonu European Playoffs.
Zwycięzca zdobywa miejsce w pierwszej rundzie kwalifikacyjnej Ligi Europy UEFA w następnym sezonie.
Kluby, które zajęły ostatnie dwa miejsca w drugiej puli, spadły na koniec sezonu.

Zdobywca Pucharu Walii kwalifiował się do pierwszej rundy kwalifikacyjnej Ligi Europejskiej UEFA.
W przypadku zdobycia Pucharu Walii przez jedną z dwóch czołowych drużyn, trzecia drużyna w lidze automatycznie zajmie miejsce w pierwszej rundzie kwalifikacyjnej do Ligi Europejskiej UEFA.
W przypadku, gdy jedna z pięciu drużyn zakwalifikuje się już do Europy, wygrywając Puchar Walii, do play-off dołączy ósmy zespół rozgrywek.

## Skład ligi w sezonie 2014/2015
W lidze rywalizowało dwanaście drużyn – jedenaście z poprzedniego sezonu i jedna z Cymru Alliance: Cefn Druids (mistrz Cymru Alliance), który zastąpił Afan Lido.
Z powodów licencyjnych żadna z dwóch pierwszych drużyn mogących awansować z Welsh Football League Division One nie otrzymała promocji, dzięki czemu w lidzie utrzymał się Prestatyn Town.
| Uczestnicy poprzedniej edycji | Uczestnicy poprzedniej edycji | Uczestnicy poprzedniej edycji | Uczestnicy poprzedniej edycji |
| --- | ----------------------------- | ----------------------------- | ----------------------------- |
| TNS | The New Saints F.C.           | Llansanffraid, Oswestry       | 1                             |
| AIR | Airbus UK Broughton           | Broughton                     | 2                             |
| CMR | Carmarthen Town               | Carmarthen                    | 3                             |
| BAN | Bangor City                   | Bangor                        | 4                             |
| NTW | Newtown A.F.C.                | Newtown                       | 5                             |
| RHY | Rhyl FC                       | Rhyl                          | 6                             |
| ABE | Aberystwyth Town F.C.         | Aberystwyth                   | 7                             |
| BAL | Bala Town                     | Bala                          | 8                             |
| PTT | Port Talbot Town F.C.         | Port Talbot                   | 9                             |
| CQN | Connah’s Quay Nomads F.C.     | Connah’s Quay                 | 10                            |
| PRE | Prestatyn Town                | Prestatyn                     | 11                            |
| Awans z Cymru Alliance |                               |                               |                               |
| CDR | Cefn Druids                   | Cefn Mawr, Wrexham            | 1                             |
| Oznaczenia: - kolumna pierwsza – skróty nazw drużyn, - kolumna trzecia – siedziba klubu, - kolumna czwarta – miejsce zajęte w poprzednim sezonie. |                               |                               |                               |

## Runda zasadnicza
| Lp. | Drużyna              | M  | Z  | R | P  | B+ | B– | +/– | Pkt | Kwalifikacja            |  | TNS | ABE | BAL | AIR | PTA | NEW | CMR | RHL | CQN | CDR | BAN | PRE |
| --- | -------------------- | -- | -- | - | -- | -- | -- | --- | --- | ----------------------- |  | --- | --- | --- | --- | --- | --- | --- | --- | --- | --- | --- | --- |
| 1   | The New Saints       | 22 | 17 | 5 | 0  | 64 | 16 | +48 | 56  | Championship Conference |  |     | 1–1 | 1–0 | 1–1 | 2–0 | 1–1 | 3–0 | 6–1 | 2–0 | 3–1 | 2–0 | 6–0 |
| 2   | Aberystwyth Town     | 22 | 12 | 6 | 4  | 49 | 35 | +14 | 42  | Championship Conference |  | 1–1 |     | 4–0 | 2–1 | 0–3 | 1–0 | 5–3 | 2–0 | 1–1 | 4–2 | 3–3 | 3–1 |
| 3   | Bala Town            | 22 | 13 | 2 | 7  | 47 | 28 | +19 | 41  | Championship Conference |  | 0–3 | 4–0 |     | 0–0 | 4–1 | 3–1 | 8–1 | 1–2 | 0–1 | 3–1 | 3–0 | 4–2 |
| 4   | Airbus UK Broughton  | 22 | 12 | 4 | 6  | 41 | 22 | +19 | 40  | Championship Conference |  | 2–3 | 1–1 | 2–1 |     | 3–0 | 3–0 | 2–0 | 2–1 | 4–0 | 2–3 | 5–1 | 2–1 |
| 5   | Port Talbot Town     | 22 | 10 | 3 | 9  | 40 | 33 | +7  | 33  | Championship Conference |  | 1–5 | 1–2 | 4–3 | 2–0 |     | 2–0 | 2–0 | 3–0 | 1–1 | 4–1 | 2–0 | 3–0 |
| 6   | Newtown              | 22 | 9  | 5 | 8  | 40 | 38 | +2  | 32  | Championship Conference |  | 2–3 | 6–3 | 1–2 | 1–0 | 3–3 |     | 0–2 | 1–0 | 1–2 | 4–1 | 2–1 | 4–3 |
| 7   | Carmarthen Town      | 22 | 9  | 4 | 9  | 31 | 40 | −9  | 31  | PlayOff Conference      |  | 1–2 | 1–3 | 1–2 | 2–1 | 2–1 | 1–1 |     | 1–0 | 1–1 | 2–1 | 0–2 | 3–1 |
| 8   | Rhyl                 | 22 | 5  | 7 | 10 | 23 | 36 | −13 | 22  | PlayOff Conference      |  | 2–2 | 0–1 | 0–1 | 1–2 | 0–3 | 2–2 | 1–1 |     | 1–1 | 1–1 | 3–2 | 2–2 |
| 9   | Connah’s Quay Nomads | 22 | 5  | 7 | 10 | 26 | 40 | −14 | 22  | PlayOff Conference      |  | 1–5 | 2–4 | 0–1 | 0–3 | 1–1 | 2–3 | 1–1 | 1–3 |     | 1–1 | 1–0 | 3–1 |
| 10  | Cefn Druids          | 22 | 6  | 4 | 12 | 29 | 47 | −18 | 22  | PlayOff Conference      |  | 0–4 | 0–5 | 0–1 | 1–1 | 2–1 | 0–2 | 1–3 | 0–1 | 3–2 |     | 2–2 | 3–1 |
| 11  | Bangor City          | 22 | 3  | 5 | 14 | 23 | 48 | −25 | 14  | PlayOff Conference      |  | 0–5 | 2–2 | 0–3 | 1–2 | 2–1 | 1–3 | 1–2 | 0–0 | 0–2 | 0–1 |     | 3–3 |
| 12  | Prestatyn Town       | 22 | 3  | 4 | 15 | 31 | 61 | −30 | 13  | PlayOff Conference      |  | 1–3 | 2–1 | 3–3 | 0–2 | 2–1 | 2–2 | 1–3 | 1–2 | 3–2 | 0–4 | 1–2 |     |

## Runda finałowa
| Championship Conference |                          |    |    |    |    |    |    |     |    |                                             |     |     |     |     |     |     |     |     |     |     |     |     |     |
| 1                       | The New Saints (M, P)    | 32 | 23 | 8  | 1  | 90 | 24 | +66 | 77 | Liga Mistrzów UEFA • I runda kwalifikacyjna |     |     | 3–0 | 2–0 | 3–3 | 6–0 | 4–2 |     |     |     |     |     |     |
| 2                       | Bala Town                | 32 | 18 | 5  | 9  | 67 | 42 | +25 | 59 | Liga Europy UEFA • I runda kwalifikacyjna   |     | 1–1 |     | 3–0 | 3–3 | 4–1 | 1–2 |     |     |     |     |     |     |
| 3                       | Airbus UK Broughton      | 32 | 18 | 4  | 10 | 62 | 34 | +28 | 58 | Liga Europy UEFA • I runda kwalifikacyjna   |     | 1–0 | 1–2 |     | 3–2 | 5–0 | 6–1 |     |     |     |     |     |     |
| 4                       | Aberystwyth Town (B)     | 32 | 14 | 10 | 8  | 69 | 61 | +8  | 52 |                                             |     | 0–4 | 1–2 | 1–3 |     | 2–2 | 3–2 |     |     |     |     |     |     |
| 5                       | Port Talbot Town (B)     | 32 | 13 | 4  | 15 | 54 | 59 | −5  | 43 |                                             | 1–3 | 1–3 | 1–0 | 1–2 |     | 4–0 |     |     |     |     |     |     |     |
| 6                       | Newtown (B, O)           | 32 | 10 | 8  | 14 | 52 | 65 | −13 | 38 | Liga Europy UEFA • I runda kwalifikacyjna   |     | 0–0 | 1–1 | 0–2 | 3–3 | 1–3 |     |     |     |     |     |     |     |
| PlayOff Conference      |                          |    |    |    |    |    |    |     |    |                                             |     |     |     |     |     |     |     |     |     |     |     |     |     |
| 7                       | Connah’s Quay Nomads (B) | 32 | 11 | 10 | 11 | 44 | 53 | −9  | 43 |                                             |     |     |     |     |     |     |     |     | 1–1 | 2–1 | 1–1 | 0–0 | 3–1 |
| 8                       | Rhyl                     | 32 | 11 | 9  | 12 | 41 | 49 | −8  | 42 |                                             |     |     |     |     |     |     |     | 1–2 |     | 1–0 | 1–1 | 2–1 | 2–1 |
| 9                       | Carmarthen Town          | 32 | 12 | 6  | 14 | 48 | 57 | −9  | 42 |                                             |     |     |     |     |     |     | 2–3 | 1–3 |     | 3–3 | 3–1 | 5–2 |     |
| 10                      | Bangor City              | 32 | 9  | 8  | 15 | 48 | 62 | −14 | 35 |                                             |     |     |     |     |     |     | 1–2 | 4–3 | 1–0 |     | 5–3 | 4–0 |     |
| 11                      | Cefn Druids (S)          | 32 | 7  | 6  | 19 | 38 | 64 | −26 | 27 | Spadek do Cymru Alliance                    |     |     |     |     |     |     |     | 2–0 | 1–2 | 0–1 | 0–2 |     | 0–1 |
| 12                      | Prestatyn Town (S)       | 32 | 4  | 6  | 22 | 43 | 86 | −43 | 18 | Spadek do Cymru Alliance                    |     |     |     |     |     |     |     | 3–4 | 1–2 | 1–1 | 1–3 | 1–1 |     |

## European Playoffs

### Drabinka
|  | Półfinał | Półfinał             | Półfinał |         |   | Finał            | Finał | Finał |  |
|  |          |                      |          |         |   |                  |       |       |  |
|  | 4        | Aberystwyth Town     | 3        |         |   |                  |       |       |  |
|  | 4        | Aberystwyth Town     | 3        |         |   |                  |       |       |  |
|  | 7        | Connah’s Quay Nomads | 2        |         |   |                  |       |       |  |
|  | 7        | Connah’s Quay Nomads | 2        |         | 4 | Aberystwyth Town | 1     |       |  |
|  |          |                      |          |         | 4 | Aberystwyth Town | 1     |       |  |
|  |          |                      | 6        | Newtown | 2 |                  |       |       |  |
|  | 5        | Port Talbot Town     | 6        | Newtown | 2 | 0                |       |       |  |
|  | 5        | Port Talbot Town     |          |         |   |                  |       |       |  |
|  | 6        | Newtown              | 1        |         |   |                  |       |       |  |

### Półfinały
| 9 maja 2015 | Port Talbot Town | 0:1 (pd.)       | Newtown                                               |                                                                                |
| 15:30       |                  | (0:0, 0:0, 0:1) | 120' Luke Boundford                                   | Victoria Road (Port Talbot, Neath Port Talbot) Widzów: 347 Sędzia: Kevin Parry |
| 15:30       | Kieran Lewis 67' | (0:0, 0:0, 0:1) | 17' Robert Thomas Craig Williams · 89' Stefan Edwards | Victoria Road (Port Talbot, Neath Port Talbot) Widzów: 347 Sędzia: Kevin Parry |

| 10 maja 2015 | Aberystwyth Town                                                   | 3:2   | Connah’s Quay Nomads                          |                                                                               |
| 13:45        | Chris Venables 19' (k) · Steve Evans 84' (sam.) · Mark Jones 90+2' | (1:1) | 15' Sean Miller · 69' Steve Evans             | Park Avenue, (Aberystwyth, Ceredigion) Widzów: 391 Sędzia: Bryn Markham-Jones |
| 13:45        | Ross Stephens 62' · Craig Williams 85'                             | (1:1) | 43' Daniel Robert Harrison · 75' George Horan | Park Avenue, (Aberystwyth, Ceredigion) Widzów: 391 Sędzia: Bryn Markham-Jones |

### Finał
| 17 maja 2015 | Aberystwyth Town                                           | 1:2   | Newtown                                                                          |                                                                             |
| 14:00        | Chris Venables 29' (k)                                     | (1:2) | 10' Tom Goodwin · 43' Matthew Hearsey                                            | Park Avenue, (Aberystwyth, Ceredigion) Widzów: 1012 Sędzia: Simon Lee Evans |
| 14:00        | Luke Sherbon 70' · Geoff Kellaway 79' · Craig Williams 87' | (1:2) | 28' Shane Sutton · 68' Jason Oswell · 74' Neil Mitchell · 79' Kieran Mills-Evans | Park Avenue, (Aberystwyth, Ceredigion) Widzów: 1012 Sędzia: Simon Lee Evans |

## Lista strzelców

### Runda zasadnicza
| Zawodnik       | Drużyna             | Bramki |
| -------------- | ------------------- | ------ |
| Chris Venables | Aberystwyth Town    | 24     |
| Martin Rose    | Port Talbot Town    | 14     |
| Jason Oswell   | Newtown             | 13     |
| Mark Connolly  | Bala Town           | 12     |
| Lee Hunt       | Prestatyn Town      | 12     |
| Greg Draper    | The New Saints      | 11     |
| Lee Healey     | Bangor City         | 11     |
| Michael Wilde  | The New Saints      | 11     |
| Luke Bowen     | Port Talbot Town    | 10     |
| Tom Field      | Airbus UK Broughton | 9      |
| Ian Sheridan   | Bala Town           | 9      |

### Runda finałowa
| Zawodnik       | Drużyna             | Bramki |
| -------------- | ------------------- | ------ |
| Tom Field      | Airbus UK Broughton | 7      |
| Michael Parker | Prestatyn Town      | 7      |
| Greg Draper    | The New Saints      | 6      |
| Callum Morris  | Bangor City         | 6      |
| Sam Hart       | Bangor City         | 5      |
| Lee Hunt       | Prestatyn Town      | 5      |
| Jason Oswell   | Newtown             | 5      |
| Ashley Ruane   | Rhyl                | 5      |
| Michael Wilde  | The New Saints      | 5      |

### Razem
| Zawodnik       | Drużyna             | Bramki |
| -------------- | ------------------- | ------ |
| Chris Venables | Aberystwyth Town    | 28     |
| Martin Rose    | Port Talbot Town    | 18     |
| Jason Oswell   | Newtown             | 18     |
| Greg Draper    | The New Saints      | 17     |
| Lee Hunt       | Prestatyn Town      | 17     |
| Michael Wilde  | The New Saints      | 16     |
| Tom Field      | Airbus UK Broughton | 16     |
| Luke Bowen     | Port Talbot Town    | 14     |
| Mark Connolly  | Bala Town           | 13     |
| Ian Sheridan   | Bala Town           | 13     |

Źródło:

## Najlepsi w sezonie
| Trener        | Craig Harrison | The New Saints       | [ 9 ]  |
| Zawodnik      | Chris Venables | Aberystwyth Town     | [ 10 ] |
| Młodzieżowiec | Sean Miller    | Connah’s Quay Nomads | [ 11 ] |

## Jedenastka sezonu
| Pozycja   | Zawodnik          | Drużyna             |
| --------- | ----------------- | ------------------- |
| Bramkarz  | Ashley Morris     | Bala Town           |
| Obrońca   | Simon Spender     | The New Saints      |
| Obrońca   | Mike Pearson      | Airbus UK Broughton |
| Obrońca   | Phillip Baker     | The New Saints      |
| Obrońca   | Chris Marriott    | The New Saints      |
| Pomocnik  | Adrian Cieślewicz | The New Saints      |
| Pomocnik  | Tom Field         | Airbus UK Broughton |
| Pomocnik  | Aeron Edwards     | The New Saints      |
| Pomocnik  | Chris Venables    | Aberystwyth Town    |
| Napastnik | Jason Oswell      | Newtown             |
| Napastnik | Lee Hunt          | Bala Town           |

Źródło:.

## Stadiony
| Aberystwyth Town |
| ---------------- |
| Park Avenue      |
| Pojemność: 2 502 |
|                  |

| Airbus UK Broughton                        |
| ------------------------------------------ |
| Hollingsworth Group International Airfield |
| Pojemność: 1 600                           |
|                                            |

| Bala Town        |
| ---------------- |
| Maes Tegid       |
| Pojemność: 3 000 |
|                  |

| Bangor City      |
| ---------------- |
| Nantporth        |
| Pojemność: 3 000 |
|                  |

| Carmarthen Town  |
| ---------------- |
| Richmond Park    |
| Pojemność: 3 000 |
|                  |

| Cefn Druids        |
| ------------------ |
| The Rock (stadium) |
| Pojemność: 3 000   |
|                    |

| Connah’s Quay Nomads |
| -------------------- |
| Deeside Stadium      |
| Pojemność: 1 500     |
|                      |

| Newtown          |
| ---------------- |
| Latham Park      |
| Pojemność: 5 000 |
|                  |

| Port Talbot Town |
| ---------------- |
| Victoria Road    |
| Pojemność: 3 000 |
|                  |

| Prestatyn Town   |
| ---------------- |
| Bastion Road     |
| Pojemność: 2 300 |
|                  |

| Rhyl             |
| ---------------- |
| Belle Vue        |
| Pojemność: 3 000 |
|                  |

| The New Saints   |
| ---------------- |
| Park Hall        |
| Pojemność: 2 034 |
|                  |

Źródło: 